# VIRTUAL ADVENTURE
『VIRTUAL ADVENTURE』（バーチャルアドベンチャー）はFMラジオ放送局『NACK5』で放送されていたラジオ番組（アニラジ）及びその放送枠である。2010年10月3日から『VIRTUAL ADVENTURE 2』として毎週日曜日に放送されていた。

## 放送局・放送時間
- NACK5 毎週日曜日 23:00〜24:00　メインパーソナリティー：三重野瞳
  - （前半枠）「We are 宇宙兄弟」　パーソナリティー：KENN with 三重野瞳
  - （後半枠）「星空サンライズ」　パーソナリティー：森田成一

## 沿革
『VIRTUAL ADVENTURE』は1995年4月にFMラジオ放送局『NACK5』にて放送開始された。その後、番組名を『VIRTUAL ADVENTURE EAST』と変える一方、エフエム大阪とエフエム愛知では『VIRTUAL ADVENTURE WEST』が放送された。2005年3月を以て『VIRTUAL ADVENTURE』は放送終了した。2010年10月3日からは『VIRTUAL ADVENTURE 2』として再び放送が始まっている。
- 『VIRTUAL ADVENTURE』
- 『VIRTUAL ADVENTURE EAST』
- 『VIRTUAL ADVENTURE WEST』
- 『VIRTUAL ADVENTURE 2』